# Vacuna contra la fiebre tifoidea
Las vacunas contra la fiebre tifoidea son vacunas que previenen la fiebre tifoidea.  Hay varios tipos disponibles: vacuna conjugada contra la fiebre tifoidea (TCV), Ty21a (una vacuna viva administrada por vía oral) y la vacuna de polisacárido capsular Vi (ViPS) (una vacuna de subunidad inyectable).Tienen una efectividad de aproximadamente el 30 al 70% durante los primeros dos años, dependiendo de la vacuna específica en cuestión.  La vacuna Vi-rEPA ha demostrado ser eficaz en niños.
La Organización Mundial de la Salud (OMS) recomienda vacunar a todos los niños en áreas donde la enfermedad es común. De lo contrario, se recomienda vacunar a las personas con alto riesgo de contagio. Las campañas de vacunación también pueden usarse para controlar brotes de la enfermedad. Dependiendo de la vacuna, se recomiendan dosis de refuerzo cada 3 a 7 años. En los Estados Unidos, la vacuna solo se recomienda en personas con alto riesgo, como quienes viajan a zonas del mundo donde la enfermedad es común.
Las vacunas actuales son muy seguras. Pueden producirse efectos secundarios leves en el lugar de la inyección. La vacuna inyectable es segura en personas con VIH/sida y la vacuna oral se puede usar mientras no haya síntomas. Si bien no se ha estudiado durante el embarazo, se cree que las vacunas no vivas son seguras, mientras que no se recomienda la vacuna viva. 
Las primeras vacunas contra la fiebre tifoidea fueron desarrolladas en 1896 por Almroth Edward Wright, Richard Pfeiffer y Wilhelm Kolle.  Debido a los efectos secundarios, actualmente se recomiendan formulaciones más nuevas. Las vacunas contra la fiebre tifoidea están en la Lista de medicamentos esenciales de la Organización Mundial de la Salud, los medicamentos más efectivos y seguros que se necesitan en un sistema de salud.  El costo mayorista en el mundo en desarrollo fue de aproximadamente US$4,44 por dosis en 2014.  En los Estados Unidos cuestan US$25 a 50.

## Usos médicos
La primera vacuna contra la fiebre tifoidea en ser producida fue la vacuna inactivada de células enteras y tenía una efectividad de aproximadamente 73% durante los primeros 3 años, pero se asoció a fiebre y reacciones sistémicas en el 9-34% de los receptores y a ausentismo laboral o escolar en 2-17% de los casos. Por este motivo, esta vacuna actualmente se considera inapropiada para su uso en la salud pública y, aunque permanece aprobada, ya no se encuentra disponible para su uso.
Ty21a, la vacuna de polisacárido capsular Vi y la Vi-rEPA son eficaces para reducir la fiebre tifoidea con tasas bajas de efectos adversos. La vacuna oral Ty21a previene alrededor de la mitad de los casos de fiebre tifoidea en los primeros tres años después de la vacunación. La vacuna inyectable de polisacáridos Vi previene cerca de dos tercios de los casos de tifoidea en el primer año y tiene una eficacia acumulada del 55% al tercer año. La eficacia de estas vacunas solo se ha demostrado en niños mayores de 2 años. La vacuna Vi-rEPA, una nueva forma conjugada de la vacuna inyectable Vi, podría ser más efectiva y prevenir la enfermedad en niños menores de 5 años. En un ensayo en niños de 2 a 5 años en Vietnam, la vacuna tuvo una eficacia de más del 90 por ciento en el primer año y la protección duró al menos 4 años. Las vacunas más nuevas, como Vi-TT (PedaTyph y Typbar-TCV) están a la espera de ensayos con pacientes expuestos para demostrar su eficacia contra la exposición natural. 

### Programa
Según la formulación, está aprobada la vacunación desde los dos años (vacuna de polisacárido capsular Vi), seis años (Ty21a) o 6 meses (Typbar-TCV). La OMS recomienda la vacunación de todos los individuos mayores a 6 meses de edad que residan en áreas endémicas o viajen a dichas áreas.

## Tipos
- Vacuna de polisacárido capsular Vi: Typherix (GSK); administrada en 1 dosis inyectada.
- Vacuna oral Ty21a: Vivotif (PaxVax); administrada en 3 o 4 dosis vía oral.[12]
- Vacuna de polisacárido capsular Vi conjugado a toxoide tetánico: ViTT (Bharat Biotech) administrada de forma inyectada, existe en dos preparaciones: Peda Typh (2 dosis) o Typbar-TCV (1 dosis).[8]
- Vacuna de polisacárido capsular Vi conjugado a exotoxina A recombinante no tóxica de Pseudomonas aeruginosa (Vi-rEPA): Typhim VI (Sanofi Pasteur), administrada en 2 dosis inyectadas.[8]
- Vacuna combinada para polisacárido Vi y hepatitis A: ViVaxim y ViATIM (Sanofi Pasteur); Hepatyrix (GSK).
- Vacuna inactivada de células enteras: fuera de uso, aplicada en 2 dosis.[8]